# Тоскански диалект
Тосканският диалект (на италиански: Dialetto toscano) е италиански диалект, който се говори в Тоскана, една от регионите на Италия.
Този диалект лежи в основата на италианския книжовен език заради шедьоврите на Данте Алигиери, Франческо Петрарка, Джовани Бокачо и Николо Макиавели. След италианските войни за независимост в Кралство Италия възниква необходимост от национален език, защото населението в Италия говори на много диалекти, което възпрепятства общуването. С подкрепата на големия писател Алесандро Манцони литературният тоскански диалект бе избран.
Разговорният тоскански диалект е доста различен от италианския книжовен език.

## Говорещи
Около 3.500.000 души говорят на тоскански, тоест населението на цяла Тоскана, без жителите на провинцията Маса-Карара, които говорят на карарски, северен диалект.

## Диалектни характеристики
Тоскайският диалект има хомогенни характеристики като между неговите поддиалекти има малки разлики.

### Фонетика

#### Тосканско гърло
„Тосканското гърло“ е фонетично явление на тосканския диалект: според него преградните съгласни звукове [k], [t] и [p] стават проходни между две гласни. Типичен пример е придиханието на 'c' (к) между две гласни.

#### Отслабване на g и c
Друго фонетично явление е отслабването на италианските меко g МФА: [ʤ] (дж) и меко c МФА: [ʧ] (ч) между две гласни. Между два гласни звука, звучната венечно-небна африката преминава в звучна венечно-небна проходна:
Това явление е силно разпространено и може да се чуе в разговорната реч (също в Умбрия): думата la gente, хората, на стандартен италиански звучи /la 'ʤɛnte/, докато в Тоскана звучи /la 'ʒɛnte/.
По същия начин беззвучната венечно-небна африката преминава в звучна венечно-небна проходна между две гласни:
Думата la cena (вечерята) на стандартен италиански звучи /la 'ʧe:na/, докато в Тоскана – /la 'ʃe:na/.

#### Африкатизация на s
Едно общо фонетично явление е преобразуването от беззвучния s или беззвучния венечен проходен съгласен звук /s/ в беззвучния венечен преградно-проходен съгласен звук МФА: [ʦ], когато го предшестват /r/ [р], /l/ [л], или /n/ [н].
Например, „il sole“ (слънцето) на стандартен италиански звучи /il 'soːle/, а в Тоскана – /il 'ʦoːle/; така и може да се чуе в думи като „falso“ (фалшив) /'falso/ → /'falʦo/. Това е общо явление в Централна Италия.

#### Съкращаване на/ɔ/
Има два резултата от еволюцията на латинския гласен звук ŏ. През средните векове гласната [ɔ] преминава в двугласна /wɔ/. Това явление никога не е било стабилно и двете предишни форми са се запазили. Двугласната навлиза в книжовния език (напр. fuoco, buono, nuovo), а гласната се запазва само в разговорния реч (foco, bono, novo).

### Морфология

#### Удвояване на личните местоимение
Едно морфологично явление, цитирано от Алесандро Манцони в шедьовъра му „I promessi sposi“ (Годениците), е удвояване на личното местоимение в дателен падеж.
В италиански език, както и български, има две форми за личните местоимения в дателен падеж: пълна форма, предлог + местоимение a me (на мене), и кратка форма, mi (ми). Тосканският диалект използва и двете форми във фразите, за да усили смисъла, както се случва и на български:
- на стандартен италиански: [a me piace] (на мене ми харесва) или [mi piace] (харесва ми)
- на тоскански: [a me mi piace] (на мене ми харесва)

Това явление се среща и в останалите диалекти на Централна Италия и само италианските лингвисти престават да смятат това за грешка. Съвременните езиковеди го приемат като стандартна пратктика.
В няколко поддиалекта може да се намери и удвоеното местоимение във винителен падеж (me mi vedi, мене ме виждаш), като на български, но то не се използва често.

#### Определителен член за мъжки род
Във флорентинския поддиалект определителният член за мъжки род има една-единствена форма [i] за единствено и за множествено число, но те се различават по фонетичното влияние, което упражняват върху следващия съгласен звук. Членът за единствено число предизвиква удвояне на съгласната: [i kkaːne] 'кучето', а членът за множествено число позволява съгласно отслабване или тосканското гърло: [i haːni] 'кучетата'.

#### Noi и безлично si
Едно морфологическо явление, което се среща в Тоскана, е личната употреба на безличното si (което не трябва да се бърка с пасивното si или с възвратното si) като трето лице множествено число на глаголите, подоно на употребата на местоимението On във френския език.
Възможно е да се използва конструкцията Si + трето единствено лице, към която може да се добави местоимението за първо лице множествено лице Noi, защото говорещите не забелязват „si“ като независима частица, а като проста част на глаголното спрежение.
- на книжовен италиански: [Andiamo a mangiare] (Отиваме да ядем), [Noi andiamo là] (Ние отиваме там)
- на тоскански: [Si va a mangiare] (Отиваме да ядем), [Noi si va là] (Ние отиваме там)

Това явление може да се открие във всяко глаголно време, включително и в сложните. Днес частицата si изисква една от формите на глагола essere (съм) като спомагателен глагол, дори глаголът обикновено да изисква avere (има) като спомагателен глагол. Миналото причастие трябва да се съгласува с подлога по род и число, ако глаголът обикновено изисква essere като спомагателен глагол, а не трябва да се съгласува с подлога, ако глаголът обикновено изисква avere.
- на книжовен италиански: [Siamo andate a sciare], [Abbiamo mangiato al ristorante]
- на тоскански: [S'è andate a sciare], [S'è mangiato al ristorante]

Обикновено Si се съкращава S' преди è.

#### Fo (faccio) и vo (vado)
Друго морфологично явление на тосканския диалект е скъсяването на първо лице единствено число при сегашното време на глаголите fare (правя) и andare (отивам).
- Fare: faccio → fo (Аз правя)
- Andare: vado → vo (Аз отивам)

Тези форми са се появили по две причини. Самото фонетично изменение би обяснило загубата на /d/ и редукцията от /ao/ в /o/ в този случай: /vado/ → */vao/ → /vo/. По подобие на латинския език: sapio → италиански so (зная); ако това изменение не присъстваше, бъдещата форма на /sapio/ щеше да бъде */sappjo/, с общо удължаване на съгласния звук преди /j/.
Преустройството на спрежението на тези глаголи ги сближава до глаголите dare (давам) и stare (стоя). Така, so, sai, sa... sanno ( 1, 2, 3 лице, ед. ч. и 3 л. мн. ч.) се спрягат подобно на do, dai, dà... danno и sto, stai, sta... stanno, и с fo, fai, fa... fanno и vo, vai, va... vanno.

#### Загуба на инфинитивното окончание „-re“
Едно фонетично-морфологическо явление, може би породило се в Тоскана, е загубата на инфинитивното окончание -re на глаголите.
- andàre → andà
- pèrdere → pèrde
- finìre → finì

Ударението не се мести в новата предпоследна сричка, както изискват фонетичните правила на езика. Така инфинитивните форми могат да съвпаднат с други форми на самия глагол: pèrde 'кратък инфинитив', pèrde 'той/тя губи'; finì 'кратък инфинитив', finì 'той/тя свърши'. Поради разликите в синтаксиса тези съвпадения не предизвикват двусмислие.
Неподвижното ударение може да се обясни със средна форма с -r (като инфинитивните форми на испански език).
В много говори (пизански или ливорнски) краткият инфинитив без -re са норма, а във флорентинския говор редуванията кратки/пълни форми са напълно правилни: има пълни инфинитиви на края на изречението и преди пауза. Първата съгласна на възможни енклитики се удвоява след кратките форми (per vedéllo 'за да го види', per portácci 'за да го донесе').

### Речников състав
Тосканският диалект притежава лексика, която е много подобна на италианската, но съществуват и някои регионални думи.
Ето няколко известни тоскански думи:
- babbo вместо papà (баща)
- bove (литературна форма на стандартен италиански) вместо bue (вол)
- cacio вместо formaggio (сирене)
- chetarsi (литературна форма на стандартен италиански) вместо fare silenzio (мълча)
- codesto (литературна форма на стандартен италиански) е местоимение което посочва нещо далече от говорещия но близо до слушателия
- desinare (литературна форма на стандартен италиански) вместо pranzare (обядвам)
- diaccio вместо ghiacciato, „freddo“ (замразен)
- ire вместо andare (отивам) (само в някои форми, например ito (отишъл))
- garbare вместо piacere (харесвам)
- gota (литературна форма на стандартен италиански) вместо guancia (буза)
- sciocco (което значи „глупав“ на стандартен италиански) вместо insipido (безвкусен)
- sudicio вместо spazzatura (боклук) като съществително име и вместо sporco (мръсен) като прилагателно име.